# جيم شو (لاعب كرة قاعدة)
جيم شو (بالإنجليزية: Jim Shaw)‏ هو لاعب كرة قاعدة أمريكي، ولد في 19 أغسطس 1893 في بيتسبرغ في الولايات المتحدة، وتوفي في 27 يناير 1962 في واشنطن العاصمة في الولايات المتحدة.

## وصلات خارجية
- جيم شو على موقعبيزبول رفرنس.كوم (الدوري الرئيسي) (الإنجليزية)
- جيم شو على موقعبيزبول رفرنس.كوم (الدوري الثانوي) (الإنجليزية)